# کویینی (بازیکن فوتبال، زاده ۱۹۸۹)
کویینی (انگلیسی: Quini؛ زادهٔ ۲۴ سپتامبر ۱۹۸۹) بازیکن فوتبال اهل اسپانیا است.
از باشگاه‌هایی که در آن بازی کرده‌است می‌توان به باشگاه فوتبال گرانادا، باشگاه فوتبال رایو وایکانو، باشگاه فوتبال رئال مادرید کاستیا، و باشگاه فوتبال رئال مادرید اشاره کرد.